# Вазіані (військова база)

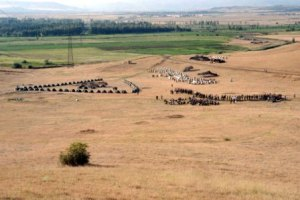
Військова база Вазіані

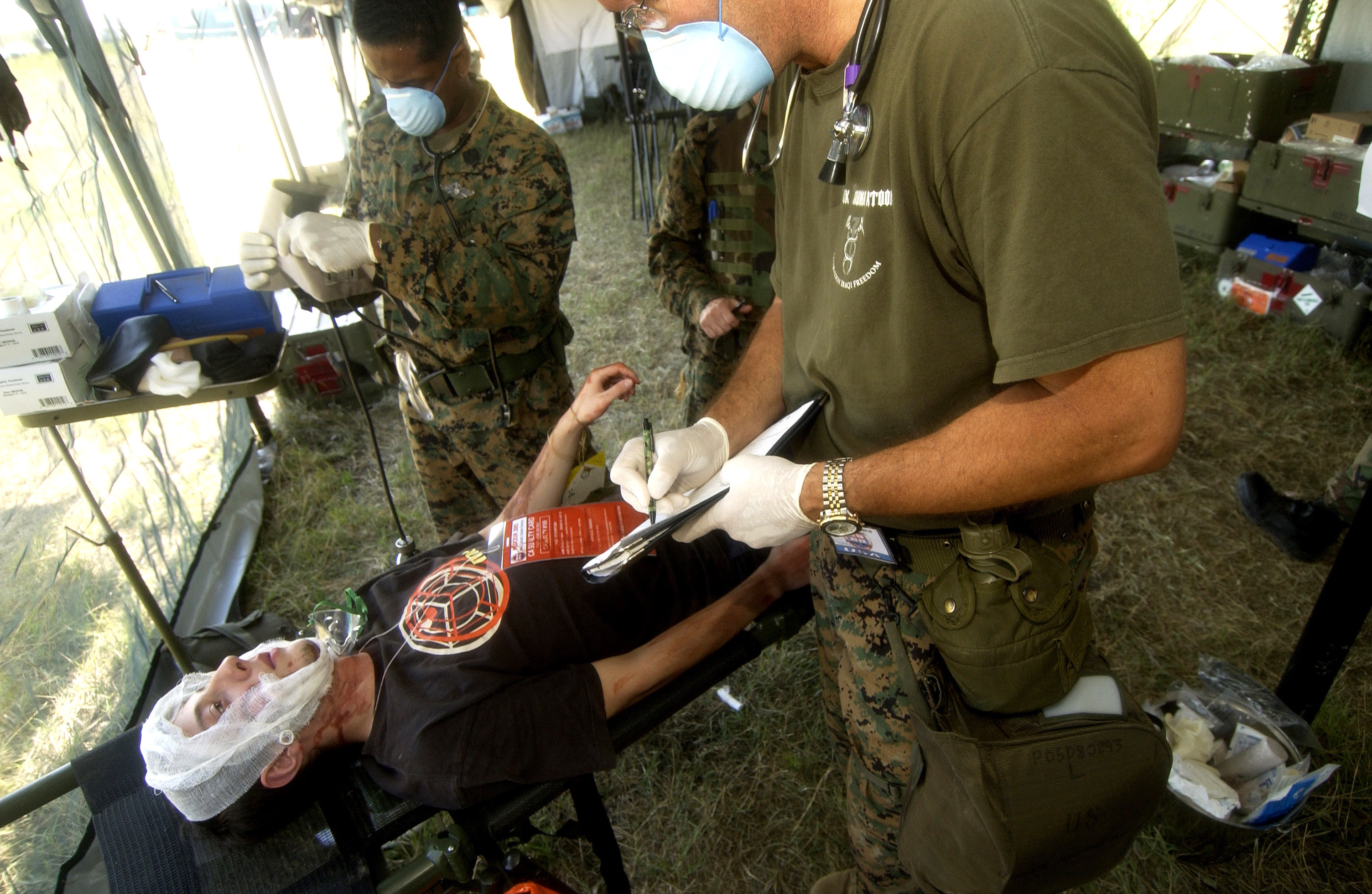
Медичні технологи Військово-морських сили США оглядають постраждалого цивільного протягом симуляції техногенної катастрофи під час RESCUER/MEDCUER 05(RM 05). Щорічних навчань спрямованих на поліпшення взаємодії серед 17 країн учасниць шляхом проведення антикризових заходів, при стихійних лихах, ліквідації наслідків та операцій з надання гуманітарної допомоги. (19 вересня 2005 року)

Вазіані — військова база на території Грузії. Розташована приблизно на відстані 20 км від Тбілісі. Головна база розкинулась на 10,000 гектарів.
Аеродром Вазіані розміщений: 41°37′41″ пн. ш. 45°1′51″ сх. д. / 41.62806° пн. ш. 45.03083° сх. д. та має стратегічне значення, оскільки його посадкові смуги придатні для середніх (Іл-76М) та важких (Ан-124 "Руслан") транспортних літаків.

## Історія
У часи Радянського Союзу, це була основна база 137-го Навчального центру охоронного району, що входив до складу радянського 1-го гвардійського механізованого корпусу. Аеродром був місцем базування 982-го винищувального авіаційного полку (МіГ-23МЛД), 283-ї винищувальної авіаційної дивізії, штаб якої також був у Вазіані, з 34-ї Повітряної армії, штаб якої був у Тбілісі, та 313-го окремого розвідувального авіаційного Берлінського Червонопрапорного, ордена Кутузова полку (Су-17М3Р).
Росія зберігала контроль над низкою військових баз, навіть після проголошення незалежності Грузії. Вазіані була однією з них, серед інших варто зазначити Ґудаута, Ахалкалакі та Батумі. Саме з бази Вазіані було здійснено політ військовим літаком до Москви, легко пораненого президента Едуарда Шеварднадзе, після спроби вбивства його міністром безпеки Грузії Ігорем Ґіорґадзе у 1995 році.
На саміті ОБСЄ у Стамбулі в 1999 році Російська Федерація та Грузія виступили зі спільною заявою, що російські військові бази у Ґудауті та Візіані будуть розпущені і виведені до 1 Липня 2001 року.
Росія остаточно передала контроль  29 червня 2001 року. Після того батальйон 1-ї Піхотної бригади Збройних сил Грузії отримав її у своє розпорядження. 
У липні 2008 року, вона стала місцем проведення Immediate Response 2008, яка була сумісними з Сполученими Штатами навчаннями ЗСГ.
База зазнала авіаційних ударів під час російсько-грузинської війни 2008 року.

## Зовнішні посилання
- The Jamestown Foundation
- OSCE Istanbul Document 1999 [Архівовано 22 вересня 2019 у Wayback Machine.]
- Stratfor [Архівовано 22 вересня 2012 у Wayback Machine.]

| Прапор Грузії | Це незавершена стаття про Грузію. Ви можете допомогти проєкту, виправивши або дописавши її. |